# Gōeidō Gōtarō
Gōeidō Gōtarō (豪栄道 豪太郎), de son vrai nom Sawai Gōtarō (澤井 豪太郎), né le 6 avril 1986 à Neyagawa dans la préfecture d'Osaka, est un lutteur de sumo professionnel.
Gōeidō atteint la division makuuchi pour la première fois en août 2007. Après un bref retour en jūryō en septembre 2010, il revient en makuuchi, et passe komusubi le temps du tournoi de juillet 2011. Redevenu maegashira, il passe directement sekiwake en avril 2012, grade qu'il conserve jusqu'à atteindre le rang d’ōzeki en juillet 2014.
Il remporte son premier tournoi en septembre 2016 sur le score de 15-0 : c'est la première fois qu'un ōzeki kadoban remporte un tournoi sur ce score parfait (zenshō yūshō). C'est aussi la première victoire parfaite d'un lutteur japonais depuis 1996 et Takanohana II.
Le 28 janvier 2020, l'association japonaise de sumo annonce que Gōeidō prend sa retraite en tant que lutteur, et qu'il deviendra entraîneur au sein de son écurie la Sakaigawa-beya, sous le nom de Takekuma. Gōeidō allait être rétrogradé après deux tournois perdus.

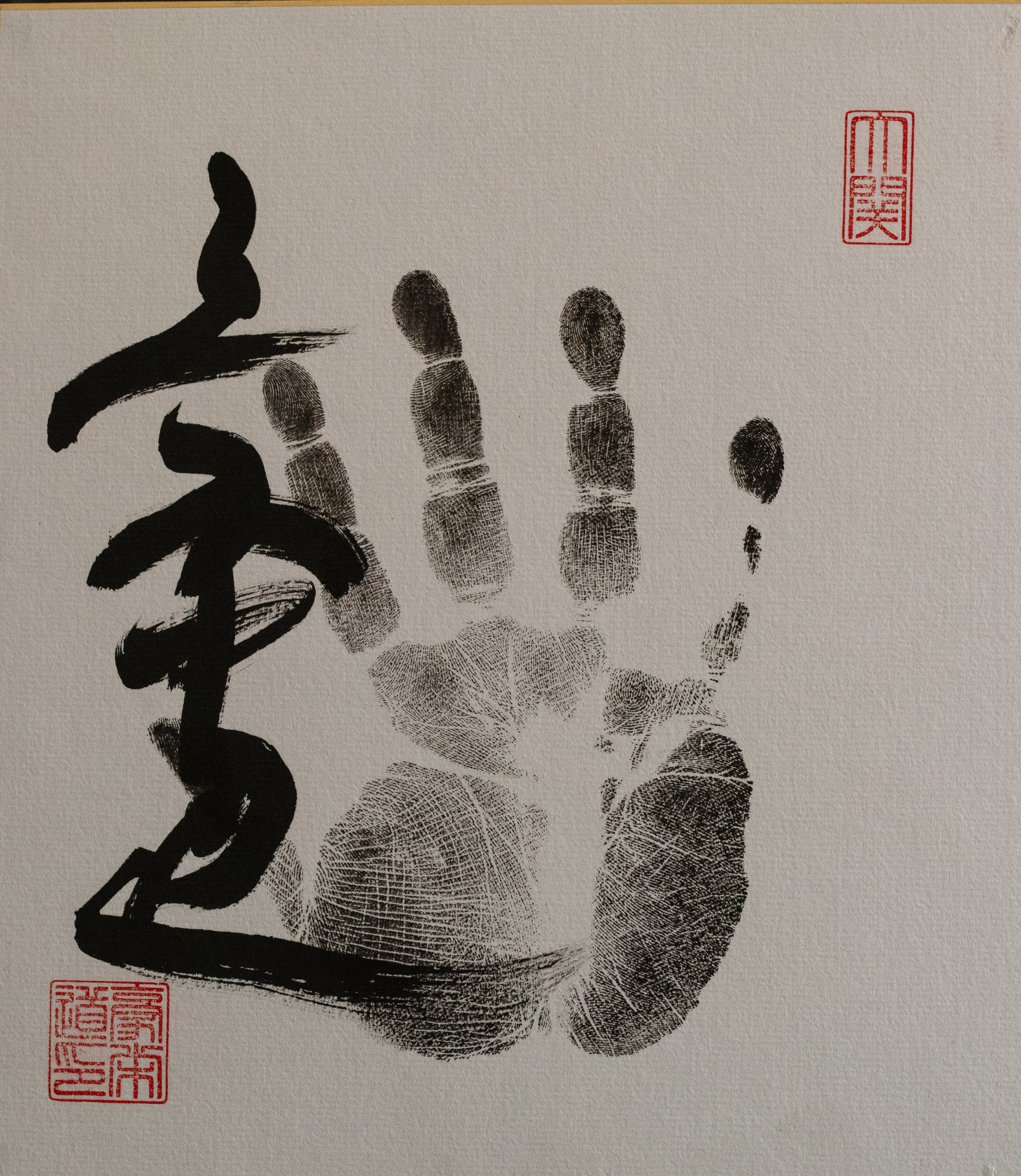
Tegata Originale de l'Ozeki Goeido